# Joachim Brohm

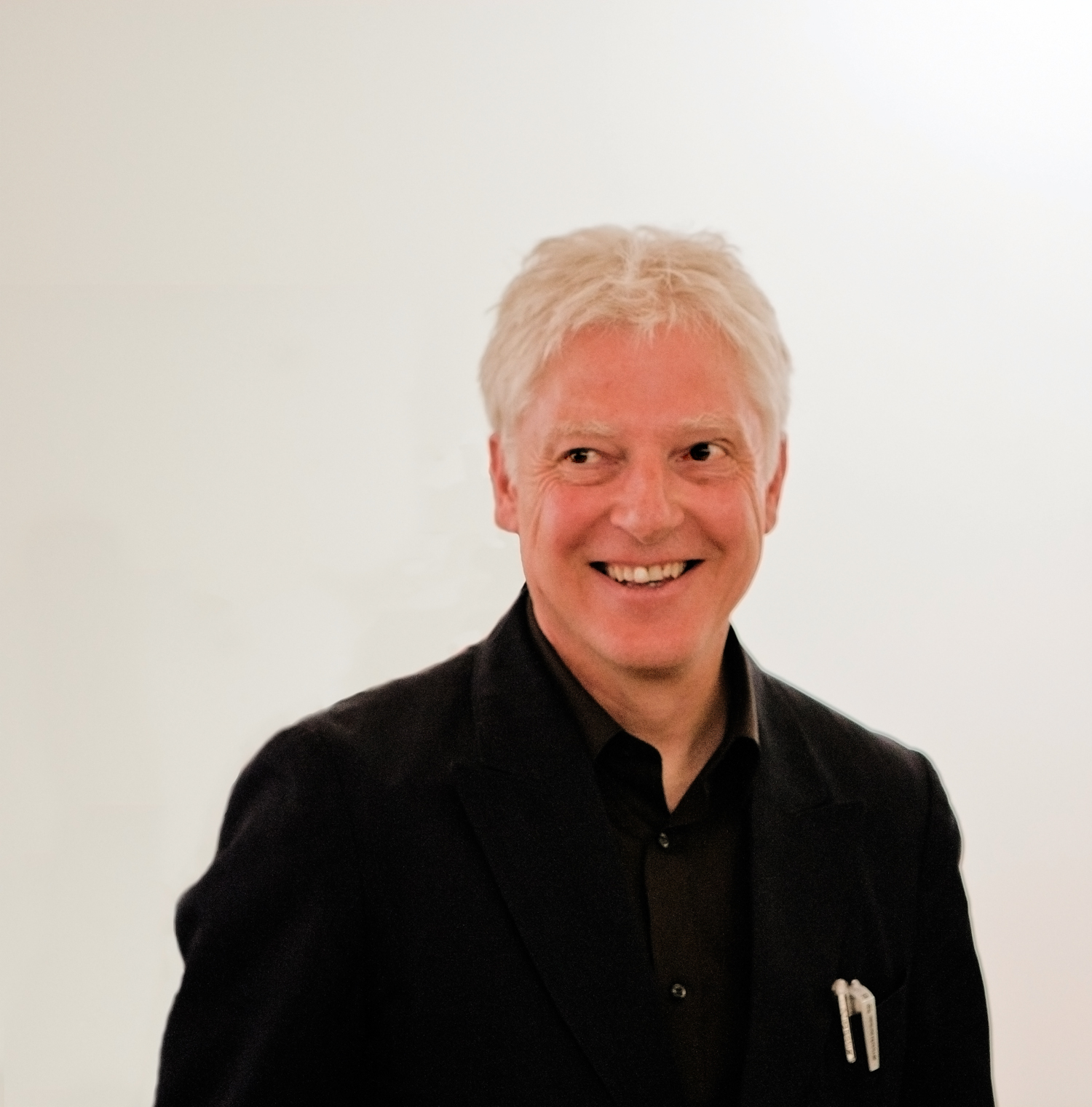
Der Fotograf Joachim Brohm

Joachim Brohm (* 1955 in Dülken, Nordrhein-Westfalen) ist ein deutscher Fotokünstler und ehemaliger Professor für Fotografie an der Hochschule für Grafik und Buchkunst Leipzig.

## Leben und Werk
Brohm studierte von 1977 bis 1983 Visuellen Kommunikation an der Die Folkwangschule in Essen. Michael Schmidt hatte als Lehrbeauftragter 1978–79 einen großen Einfluss auf Brohm, der in der Folge auch an den Aktivitäten der von Schmidt gegründeten Werkstatt für Fotografie in Berlin-Kreuzberg partizipierte.
Brohms zentrales Projekt von 1992–2002 trägt den Titel Areal. Über einen Zeitraum von 10 Jahren kehrte er immer wieder zu dem ehemaligen Industriegebiet im Norden Münchens zurück, um dessen komplette Umgestaltung zu einer so genannten „Parkstadt“ fotografisch zu begleiten. Dabei entstanden tausende von Farbaufnahmen, die aufgegebene Bauten und deren extensive Zwischennutzungen in teils vergleichenden Darstellungen zeigen, zahllose Fundstücke wie zurückgelassenes Arbeitsmaterial, Mobiliar und provisorische Artefakte führen den zeitlichen Veränderungsprozess dieses Ortes mit den Mitteln der Fotografie vor Augen.
1993 wurde Brohm zum Professor für künstlerische Fotografie an die Hochschule für Grafik und Buchkunst in Leipzig berufen, der er von 2003–2011 außerdem als Rektor vorstand. Im Juli 2021 wurde er offiziell verabschiedet.

## Bedeutung
Joachim Brohm ist einer der ersten deutschen Fotografen, die sich bereits Ende der 1970er-Jahre mit dem Medium der Farbfotografie im künstlerischen Kontext auseinandersetzten.
Dies war in jener Zeit gerade in Deutschland ungewöhnlich und innovativ, rechnete man die Farbfotografie doch eher den angewandten Bereichen wie der Werbung zu und proklamierte den Abzug in Schwarzweiß als fotografisch-künstlerisches Paradigma.

## Einzelausstellungen (Auswahl)
- 1984 Joachim Brohm: America Inside/Out, OSU University Gallery of Fine Art, Columbus/Ohio, USA
- 1988 Joachim Brohm: Orte – Zeiten – Geschichte/n, Spectrum Photogalerie im Sprengel Museum, Hannover
- 1990 Joachim Brohm: Industriezeit, Museum Folkwang, Essen
- 1990 Berlin-Berlin, Galerie Perspectief, Rotterdam, NL (mit Fons Brasser)
- 1991 Joachim Brohm: Fotografien 1986–1990, Fotomuseum im Münchner Stadtmuseum
- 1995 Joachim Brohm, Galerie der Hochschule für Grafik und Buchkunst, Leipzig
- 1998 Joachim Brohm: Fotografie, Showrooms 2, Huis a/d Werf, Utrecht, NL
- 1998 Joachim Brohm: Slow Attention, Projektraum Berlin, Auguststrasse 35 (mit Vince Leo)
- 1999 Joachim Brohm: Areal (in Progress), Galerie Fotohof, Salzburg, A
- 2000 Joachim Brohm: Areal, Goethe-Institut, Rom, I
- 2002 Joachim Brohm – Areal, Fotomuseum Winterthur (weitere Stationen: Westfälischer Kunstverein Münster, Fotomuseum im Münchner Stadtmuseum)
- 2002 Joachim Brohm, Frehrking Wiesehöfer, Köln (mit Tata Ronkholz)
- 2003 Joachim Brohm, Areal, Gallery Luisotti, Santa Monica, Kalifornien, USA
- 2004 Joachim Brohm, FotoMuseum Provincie Antwerpen, B (mit Paul Casaer)
- 2004 Joachim Brohm, Areal, Frehrking Wiesehöfer, Köln
- 2005 Joachim Brohm, Fahren, Städtische Galerie Ravensburg
- 2005 Joachim Brohm: Areal, Goethe-Institut, London, GB
- 2007 Joachim Brohm, Kicken Berlin (mit Eugène Atget)
- 2007 Joachim Brohm. Ruhr, Josef Albers Museum Quadrat, Bottrop
- 2007 Joachim Brohm. Ohio, Galerie für Zeitgenössische Kunst, Leipzig
- 2008 Joachim Brohm und Valentina Seidel, Galerie Michael Wiesehöfer, Köln
- 2009 Joachim Brohm und Heribert C. Ottersbach: Culatra/Areal, Galerie Michael Wiesehöfer, Köln und Beck & Eggeling New Quarters, Düsseldorf
- 2009 Joachim Brohm. Fotografie, Kunsthalle Mainz
- 2010 Culatra. Joachim Brohm, „Allgarve’10“, CEAM, Quinta de Marim, Olhão, PT
- 2010 Joachim Brohm. COLOR, Die Photographische Sammlung/SK Stiftung Kultur, Köln (weitere Station: Landesgalerie Linz am Oberösterreichischen Landesmuseum, Linz, A)
- 2011 Joachim Brohm. Ohio, Gallery Luisotti, Santa Monica, CA,USA
- 2011 Joachim Brohm. Culatra, Kicken Berlin
- 2013 Places and Edges. Brancolini Grimaldi, London, UK
- 2014 Vernacular & Modern. Grimaldi Gavin, London, UK
- 2014 Typologie 1979. Beck & Eggeling, Düsseldorf
- 2015 Joachim Brohm, Valentina Seidel: Not A House/But A Face, Fotohof Galerie, Salzburg, A
- 2015 Not A House. Beck & Eggeling, Düsseldorf
- 2017 Mixed Media (III). About Architecture. Joachim Brohm in Dialog, Kicken Berlin

## Gruppenausstellungen (Auswahl)
- 1986 Reste des Authentischen. Deutsche Fotobilder der 80er Jahre, Museum Folkwang, Essen
- 1991 Stipendien für Zeitgenössische Deutsche Fotografie der Alfried Krupp von Bohlen und Halbach-Stiftung 1988 und 1989: Annette Frick, Pidder Auberger, Joachim Brohm, Rudolf Bonvie, Volker Heinze, Matthias Wähner, Museum Folkwang, Essen
- 1992 Surface Readings, The Photographers’ Gallery, London, GB
- 1993 Industriefotografie heute, Siemens Fotoprojekt, Staatsgalerie Moderner Kunst/Neue Pinakothek, München
- 1994 Spectrum Photogalerie 1972–1991. Ein Rückblick. Ausgewählte Fotografien, Sprengel Museum, Hannover
- 1995 From Icon to Irony, Boston University Gallery, Boston/MA
- 1995 The act of seeing (urban space) – part two, Fondation pour l’architecture, Brüssel, B
- 1999 Insight–Out. Landschaft und Interieur als Themen zeitgenössischer Photographie, Kunstraum Innsbruck, A
- 1999 Pars pro Toto: Förg, Dibbets, Scully, Schmidt, Fischer, Bürkle, Brohm, Galerie Lelong, Zürich, CH
- 2000 Unschärferelation. Fotografie als Dimension in der Malerei, Kunstverein Freiburg im Marienbad, Freiburg
- 2001 Wenn Berlin Biarritz wäre ... Architektur in Bildern der Fotografischen Sammlung im Museum Folkwang, Museum Folkwang, Essen
- 2002 Landschaft. Fotografien von Robert Adams, Joachim Brohm, Laurenz Berges, Bernhard Fuchs und Simone Nieweg, Kunsthalle Wilhelmshaven
- 2003 Jede Fotografie ein Bild. Siemens Fotosammlung, Pinakothek der Moderne, München
- 2003 Zeitgenössische Deutsche Fotografie. Stipendiaten der Alfried Krupp von Bohlen und Halbach-Stiftung 1982–2002, Museum Folkwang, Essen
- 2004 Best of – Blick in die Sammlung, Die Photographische Sammlung/SK Stiftung Kultur, Köln
- 2004 Gemengd Bedrijf. De Verandering van het agrarisch Landschap, Nederlands Fotomuseum, Rotterdam, NL
- 2004 Landschaft/Fotografie. Brohm, Nieweg, Riebesehl, Vertretung des Landes Niedersachsen beim Bund, Berlin
- 2005 Landscape in Flux: Becher, Brohm, Riebesehl, Schmidt, Schürmann, Gallery Luisotti, Santa Monica, Kalifornien, USA
- 2005 Multiple Räume (2): Park – Zucht und Wildwuchs in der Kunst, Staatliche Kunsthalle, Baden-Baden
- 2007 „What does the Jellyfish want?“ Fotografien von Man Ray bis James Coleman, Museum Ludwig, Köln
- 2007 Private Public, Museum Boijmans Van Beuningen, Rotterdam, NL
- 2009 Nichtorte, Orte. Sammlungsausstellung 2009, Galerie für Zeitgenössische Kunst, Leipzig
- 2009 Standort Alltag – Everyday Ideologies, Kunstmuseum Kloster Unser Lieben Frauen, Magdeburg
- 2009 Visions of our time, 10 years of photography at Deutsche Börse, C/O Berlin
- 2010 Arbeit / Labour, Set 7 aus Sammlung und Archiv des Fotomuseum Winterthur, Fotomuseum Winterthur, CH
- 2010 Ruhrblicke. Ein Fotografieprojekt der Sparkassen Finanzgruppe, SANAA-Gebäude, Zeche Zollverein, Essen
- 2010 Objectivity in Germany. Photographs 1960–2000, Galerie Luisotti, Santa Monica, CA, USA
- 2011 Nachrichten aus der Zwischenstadt. Fotografie, Video und Skulptur aus der Sammlung, Museum Ludwig, Köln
- 2011 Seventh Dream of Teenage Heaven, Columbus College of Art & Design, Columbus/Ohio, USA
- 2011 Aspects of Color: A History of Color in Photography from Pictorialism to Contemporary, Galerie Kicken Berlin
- 2012 It Startled the Natives. Gallery Luisotti, Santa Monica/Ca, USA
- 2013 Re-Seeing the Permanent Collection: The Viewer’s Choice. Haggerty Museum of Art, Milwaukee, Wi, USA
- 2013 Industrial Worlds. MAST Collection, Bologna, I
- 2013 Crossing Views. Kunstverein Marburg, Marburg
- 2013 This Infinite World, curated by Paul Graham. Fotomuseum Winterthur,CH
- 2013 Concrete – Photography and Architecture. Fotomuseum Winterthur,CH
- 2014 Human Nature. Art Collection Deutsche Börse, Eschborn
- 2014 Unbeugsam und Ungebändigt: Dokumentarische Fotografie um 1979. Museum Ludwig, Köln
- 2014 Structures and Surfaces. Kicken Berlin
- 2014 Industrial Worlds 014. MAST Collection, Bologna,I
- 2015 Green City: Geformte Landschaft – Vernetzte Natur. Ludwiggalerie Schloss Oberhausen, Oberhausen
- 2015 Ikonen und Konzepte - August Sander to Jim Dine. Stiftung Schloss Neuhardenberg, Neuhardenberg
- 2015 Human Nature. Art Collection Deutsche Börse, NRW Forum, Düsseldorf

## Veröffentlichungen (Monographien)
- 1990 Joachim Brohm: Industriezeit, Text: Ute Eskildsen, Museum Folkwang, Essen
- 1990 Joachim Brohm. Berlin 1990, Text: Vince Leo, Realisation: Thomas Weski, Hrsg. Siemens AG, Berlin, München
- 1991 Joachim Brohm. 1987, Text: Heiner Schepers, Kunstverein Lingen, Lingen/Ems
- 1992 Joachim Brohm, Text: Peter Friese, Galerie Mathias Kampl, München, Galerie Fotohof, Salzburg
- 1995 Joachim Brohm: Kray, Hrsg. Timm Rautert, Texte: Heinz Liesbrock, Thomas Weski, Edition der Hochschule für Grafik und Buchkunst Leipzig, Oberhausen: Plitt Druck und Verlag GmbH
- 1996 Joachim Brohm und Volker Heinze, Text: Raimund Stecker, Kunstverein für die Rheinlande und Westfalen, Düsseldorf
- 1999 Joachim Brohm. Areal in progress. Ein fotografisches Projekt 1992–2002, Hrsg. Edition Fotohof, Salzburg, Texte: Moritz Küng, Joachim Brohm, Salzburg: Edition Fotohof
- 2002 Joachim Brohm. Areal. Ein fotografisches Projekt 1992–2002, Texte: Regina Bittner, Urs Stahel, Göttingen: Steidl
- 2005 Joachim Brohm. Fahren, Hrsg. Claudio Hils, Thomas Knubben, Text: Peter Piller, Städtische Galerie Ravensburg, Köln: Schaden Verlag
- 2007 Joachim Brohm. Ruhr, Hrsg. Heinz Liesbrock für das Josef Albers Museum Quadrat, Text: Heinz Liesbrock, Göttingen: Steidl
- 2009 Brohm / Ottersbach – Culatra / Areal, Hrsg. Kirsten Nordahl, Text: Thomas Wagner, Göttingen: Steidl
- 2009 Joachim Brohm. Ohio. Fotografien 1983–1984, Hrsg. Thomas Weski, Texte: Thomas Weski, Vince Leo, Göttingen: Steidl
- 2010 Joachim Brohm. COLOR, Hrsg. Die Photographische Sammlung/SK Stiftung Kultur, Landesgalerie Linz am Oberösterreichischen Landesmuseum, Text Gabriele Conrath-Scholl, München: Schirmer/Mosel
- 2014 Joachim Brohm. Typology 1979; London: Mack
- 2024 STONED, Leipzig: BR-ED, ISBN 978-3-9825209-8-8